# Foretold in the Language of Dreams
Foretold in the Language of Dreams — пятый студийный альбом Наташи Атлас, вышедший в 2002 году. Диск записан с участием коллектива Марка Иглетона.

## Информация об альбоме
Foretold in the Language of Dreams своим акустическим звучанием значительно отличается от предыдущих работ Наташи Атлас, таких как Ayeshteni — построенных на электронике и танцевальных ритмах. Значительное влияние на смысловую нагрузку альбома оказала суфийская поэзия и творчество Г. И. Гурджиева. На альбоме присутствуют музыканты, с которыми Атлас прежде не сотрудничала: например, Эндрю Кроншоу на цитре и Абдулла Чхадех на кануне.
Осенью 2002 года диск занимал ведущие позиции в хит-парадах канадских радиостанций CJAM-FM и CHRW.

## Список композиций
Слова и музыка всех песен — Наташи Атлас.
| №                   | Название                       | Длительность |
| ------------------- | ------------------------------ | ------------ |
| 1.                  | «Etheric Messages»             | 5:37         |
| 2.                  | «Dawn Bayati»                  | 7:44         |
| 3.                  | «Zitherbell»                   | 5:38         |
| 4.                  | «Sobek On The Prowl»           | 5:49         |
| 5.                  | «Therapeutic Space»            | 4:00         |
| 6.                  | «Simun»                        | 10:05        |
| 7.                  | «Power Of Vibrations»          | 5:16         |
| 8.                  | «Damascus»                     | 0:56         |
| 9.                  | «Yeranos»                      | 9:50         |
| 10.                 | «Meetings With Reconciliation» | 5:21         |
| 11.                 | «Solace»                       | 13:23        |
| Общая длительность: | Общая длительность:            | 73:36        |